# Pra Toda Hora
Pra Toda Hora é o segundo álbum de estúdio da dupla sertaneja brasileira Clayton & Romário, lançado em 27 de julho de 2018 pela Talismã Music. A faixa-foco do álbum é Saudade Come, que ficou mais de 8 semanas no Top 100 das paradas musicais. Assim como os álbuns anteriories, Pra Toda Hora mescla entre canções inéditas e regravações. A faixa Tô Bem conta com a participação especial de Eduardo Costa, que acreditava e apostava na dupla, tanto que o álbum foi lançado pela mesma gravadora do artista.

## Lista de faixas
| N.º            | Título                         | Compositor(es)                                                                 | Duração |  |
| 1.             | "Sorriso Falso"                | Clayton Moreira / Romário Moreira / Matheus Liberato / Gabriel Lopes           | 3:14    |  |
| 2.             | "Essa História Eu Conheço"     | Bruno / João Victor                                                            | 3:35    |  |
| 3.             | "Saudade Come"                 | Lari Ferreira / Diego Silveira / Rafa Borges / Nicolas Damasceno / Bruno Nunes | 3:01    |  |
| 4.             | "Você Sabe Que É Mentira"      | C. Moreira / R. Moreira / M. Liberato / G. Lopes / Flávio Damasceno            | 3:03    |  |
| 5.             | "Meu Segredo"                  | Priscila Barucci                                                               | 3:37    |  |
| 6.             | "Cachaça Maldita"              | C. Moreira / R. Moreira / M. Liberato / G. Lopes / F. Damasceno                | 2:57    |  |
| 7.             | "Alçapão"                      | Bruno / Felipe                                                                 | 2:58    |  |
| 8.             | "Então Fala"                   | C. Moreira / R. Moreira / Danilo Mendes                                        | 3:06    |  |
| 9.             | "Vai Querer me Amar"           | R. Moreira / Rafael Porto / Junior Avelar                                      | 2:37    |  |
| 10.            | "Coração Quebrado / Cama Fria" | Joel Marques / Xororó André / Andrade / Loirinho                               | 3:41    |  |
| 11.            | "Marca-Passo"                  | C. Moreira / R. Moreira / M. Liberato / G. Lopes / F. Damasceno                | 3:00    |  |
| 12.            | "Tô Bem" (part. Eduardo Costa) | R. Moreira / R. Porto                                                          | 3:00    |  |
| 13.            | "Só Dizer o Preço"             | Chrystian / Ralf                                                               | 2:50    |  |
| 14.            | "Nada a Ver"                   | Pedrinho / Rafinha                                                             | 2:52    |  |
| 15.            | "Malícia de Mulher"            | Peninha / Tivas                                                                | 3:17    |  |
| Duração total: | Duração total:                 | Duração total:                                                                 | 46:48   |  |